# Saint-Marc-à-Loubaud
Saint-Marc-à-Loubaud est une commune française située dans le département de la Creuse, en région Nouvelle-Aquitaine.
Commune du parc naturel régional de Millevaches en Limousin.

## Géographie

### Généralités

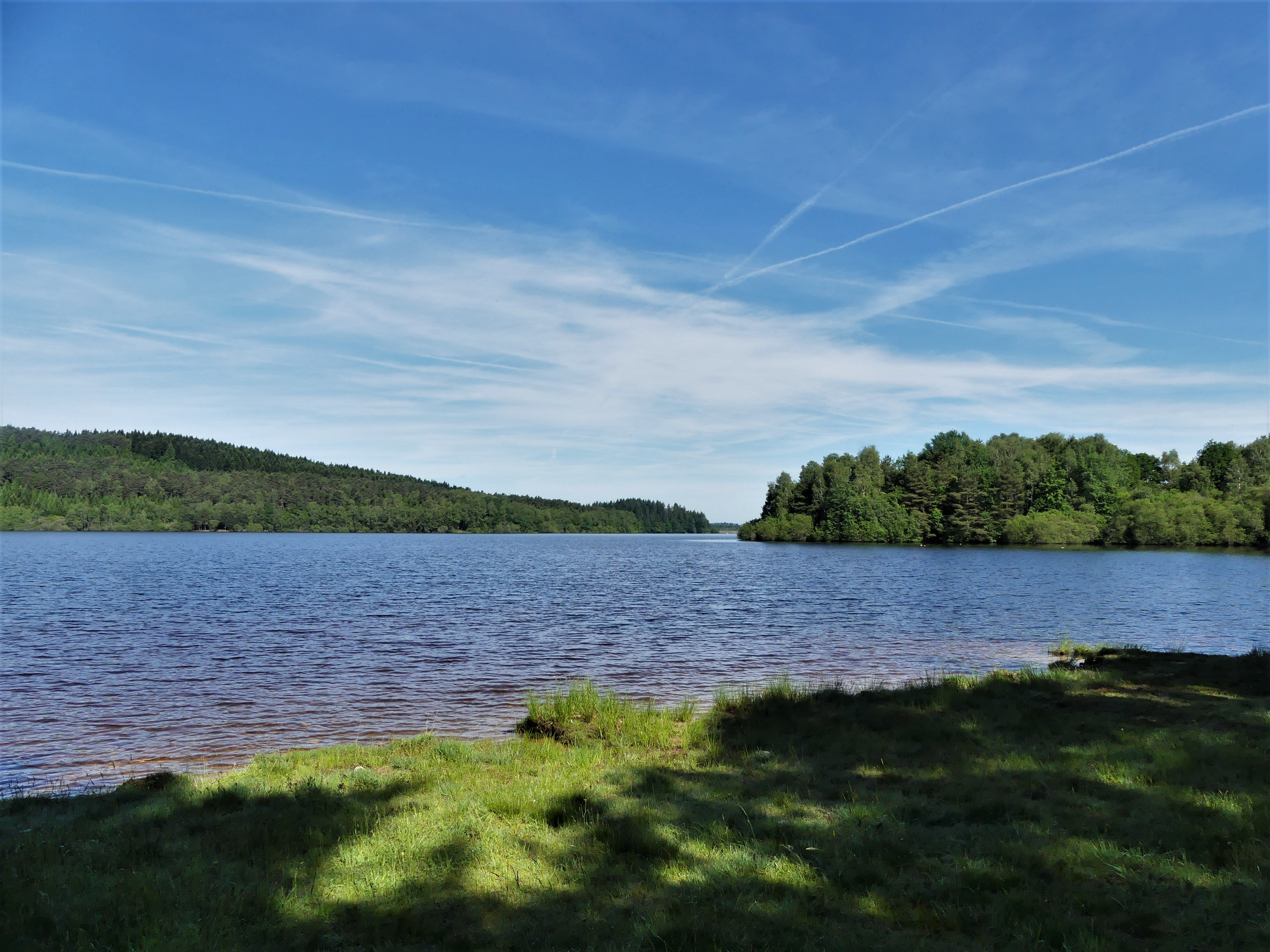
Le lac de Lavaud-Gelade à l'aire des Pondauds.

Dans la moitié sud du département de la Creuse, dans le parc naturel régional de Millevaches en Limousin, la commune de Saint-Marc-à-Loubaud s'étend sur 18,42 km2. Elle est arrosée par le Thaurion — dont le h disparait en arrivant en Haute-Vienne — qui forme le lac de Lavaud-Gelade dont la partie orientale appartient au territoire communal, l'autre rive correspondant à la commune de Royère-de-Vassivière. Ce lac est situé dans un site inscrit depuis le 24 décembre 1980 et la commune met à disposition deux aires naturelles sur ses bords : les Pondauds et Pelletanges.
L'altitude minimale 626 mètres se trouve localisée à l'extrême nord, près du lieu-dit Pourcheyroux, là où le ruisseau du Pont Gros, un sous-affluent de la Banize, quitte la commune et entre sur celle de Saint-Yrieix-la-Montagne. L'altitude maximale avec 774 mètres est située 600 mètres au nord-ouest du bourg.
Traversé par la route départementale (RD) 16 (Gentioux/Vallière) et la RD 59 (La Nouaille/Royère-de-Vassivière), le bourg de Saint-Marc-à-Loubaud est situé, en distances orthodromiques, dix-huit kilomètres au sud-ouest d'Aubusson.

### Communes limitrophes

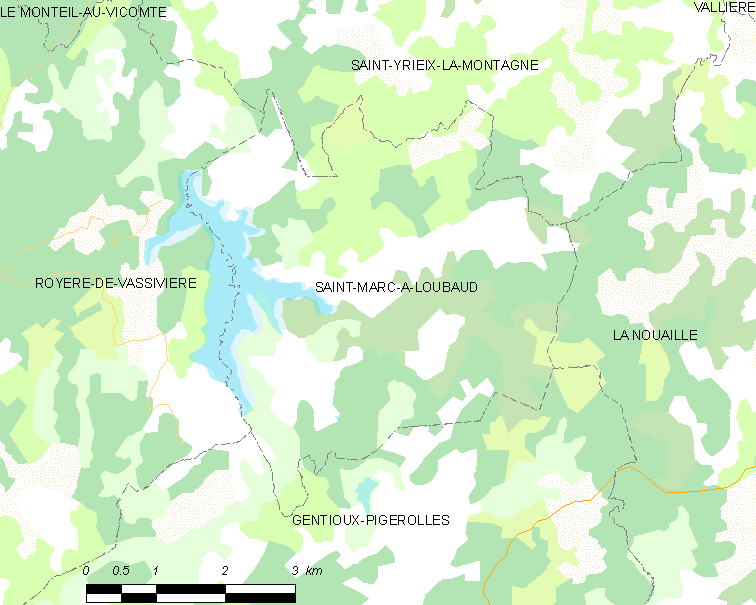
Carte de Saint-Marc-à-Loubaud et des communes avoisinantes.

Saint-Marc-à-Loubaud est limitrophe de quatre autres communes.
|                      | Saint-Yrieix-la-Montagne |             |
| Royère-de-Vassivière | Saint-Marc-à-Loubaud     | La Nouaille |
|                      | Gentioux-Pigerolles      |             |

### Climat
Pour des articles plus généraux, voir Climat de la Nouvelle-Aquitaine et Climat de la Creuse.
Historiquement, la commune est exposée à un climat montagnard.  
En 2020, Météo-France publie une typologie des climats de la France métropolitaine dans laquelle la commune est exposée à un climat de montagne et est dans la région climatique  Ouest et nord-ouest du Massif Central, caractérisée par une pluviométrie annuelle de 900 à 1 500 mm, maximale en automne et en hiver.
Pour la période 1971-2000, la température annuelle moyenne est de 9,1 °C, avec  une amplitude thermique annuelle de 14,6 °C. Le cumul annuel moyen de précipitations est de 1 321 mm, avec 14,2 jours de précipitations en janvier et 9 jours en juillet. Pour la période 1991-2020, la température moyenne annuelle observée sur la station météorologique la plus proche, située sur la commune de Felletin à 14,19 km à vol d'oiseau, est de 10,4 °C et le cumul annuel moyen de précipitations est de 969,0 mm,. Pour l'avenir, les paramètres climatiques de la commune estimés pour 2050 selon différents scénarios d’émission de gaz à effet de serre sont consultables sur un site dédié publié par Météo-France en novembre 2022.

## Urbanisme

### Typologie
Au 1er janvier 2024, Saint-Marc-à-Loubaud est catégorisée commune rurale à habitat très dispersé, selon la nouvelle grille communale de densité à 7 niveaux définie par l'Insee en 2022.
Elle est située hors unité urbaine et hors attraction des villes,.

### Occupation des sols
L'occupation des sols de la commune, telle qu'elle ressort de la base de données européenne d’occupation biophysique des sols Corine Land Cover (CLC), est marquée par l'importance des forêts et milieux semi-naturels (64,2 % en 2018), une proportion sensiblement équivalente à celle de 1990 (64,9 %). La répartition détaillée en 2018 est la suivante : 
forêts (52,8 %), prairies (25,7 %), milieux à végétation arbustive et/ou herbacée (11,4 %), eaux continentales (5,7 %), zones agricoles hétérogènes (4,4 %). L'évolution de l’occupation des sols de la commune et de ses infrastructures peut être observée sur les différentes représentations cartographiques du territoire : la carte de Cassini (XVIIIe siècle), la carte d'état-major (1820-1866) et les cartes ou photos aériennes de l'IGN pour la période actuelle (1950 à aujourd'hui).

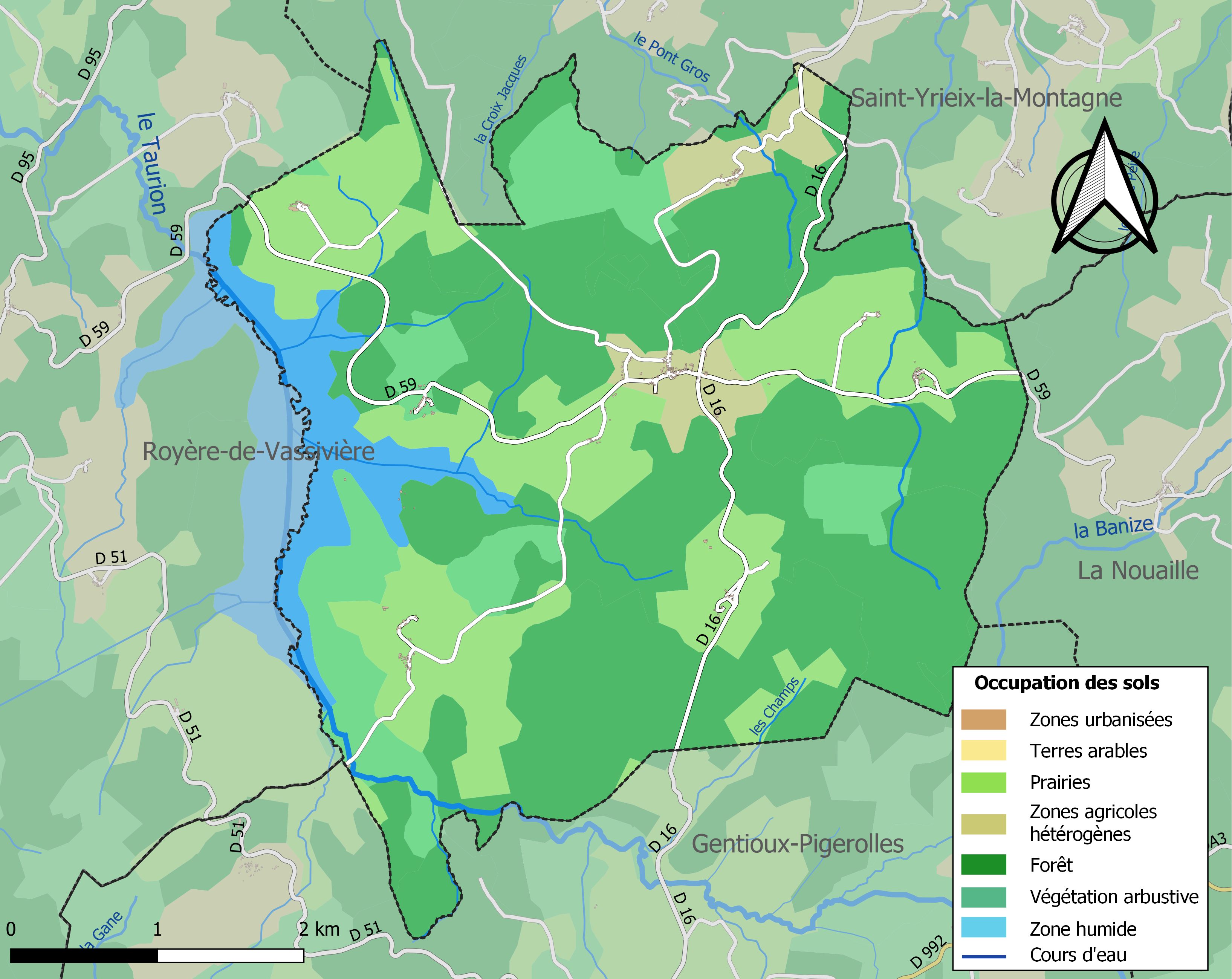
Carte des infrastructures et de l'occupation des sols de la commune en 2018 (CLC).

### Risques majeurs
Le territoire de la commune de Saint-Marc-à-Loubaud est vulnérable à différents aléas naturels : météorologiques (tempête, orage, neige, grand froid, canicule ou sécheresse) et séisme (sismicité faible). Il est également exposé à un risque technologique, la rupture d'un barrage, et à un risque particulier : le risque de radon. Un site publié par le BRGM permet d'évaluer simplement et rapidement les risques d'un bien localisé soit par son adresse soit par le numéro de sa parcelle.

#### Risques naturels

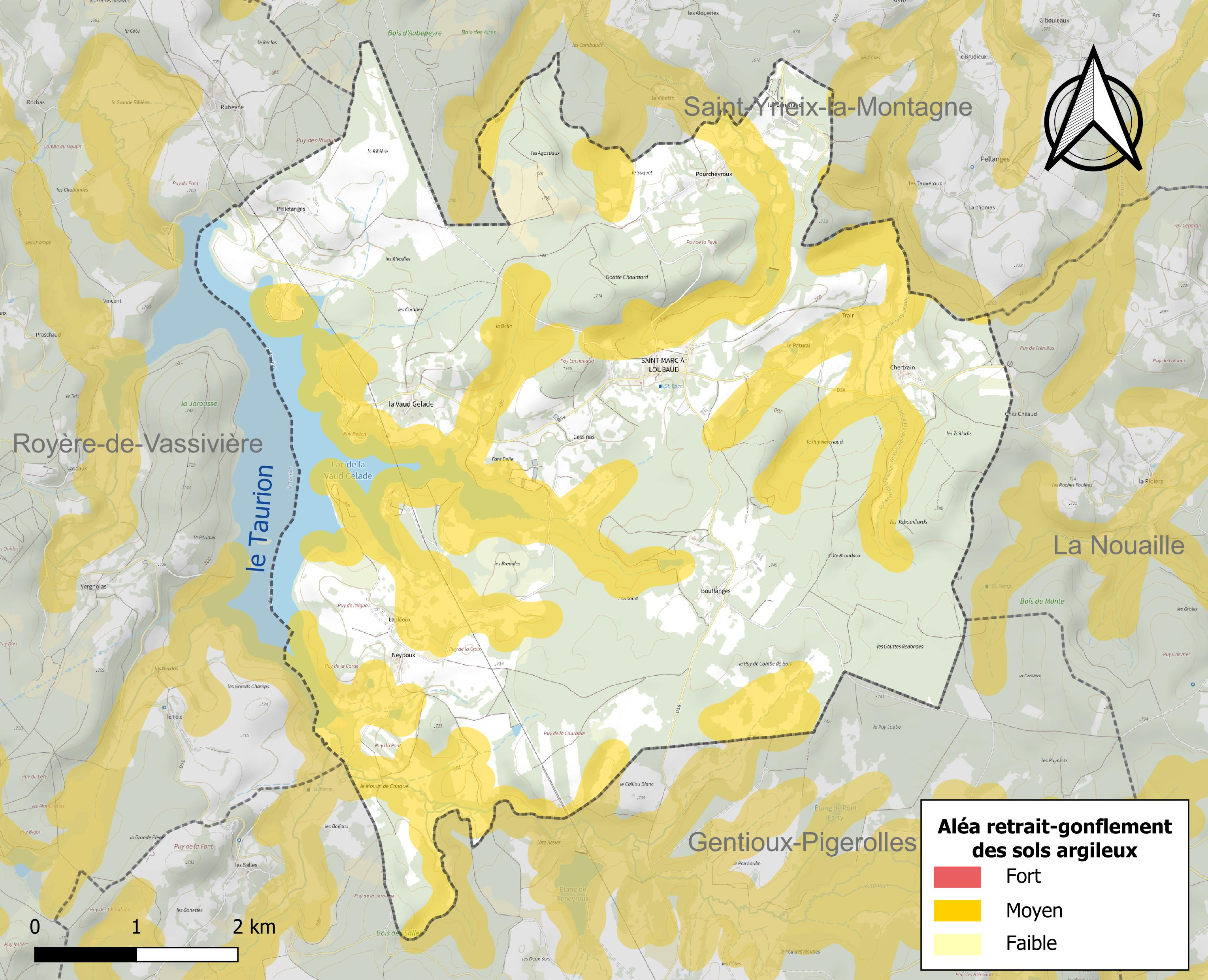
Carte des zones d'aléa retrait-gonflement des sols argileux de Saint-Marc-à-Loubaud.

Le retrait-gonflement des sols argileux est susceptible d'engendrer des dommages importants aux bâtiments en cas d’alternance de périodes de sécheresse et de pluie. 33,3 % de la superficie communale est en aléa moyen ou fort (33,6 % au niveau départemental et 48,5 % au niveau national). Sur les 137 bâtiments dénombrés sur la commune en 2019, 30 sont en aléa moyen ou fort, soit 22 %, à comparer aux 25 % au niveau départemental et 54 % au niveau national. Une cartographie de l'exposition du territoire national au retrait gonflement des sols argileux est disponible sur le site du BRGM,.
Par ailleurs, afin de mieux appréhender le risque d’affaissement de terrain, l'inventaire national des cavités souterraines permet de localiser celles situées sur la commune.
La commune a été reconnue en état de catastrophe naturelle au titre des dommages causés par les inondations et coulées de boue survenues en 1982 et 1999. Concernant les mouvements de terrains, la commune a été reconnue en état de catastrophe naturelle au titre des dommages causés par des mouvements de terrain en 1999.

#### Risques technologiques
La commune est en outre située en aval du  barrage de Lavaud-Gelade, un ouvrage sur le Taurion de classe A soumis à PPI, disposant d'une retenue de 17,4 millions de mètres cubes. À ce titre elle est susceptible d’être touchée par l’onde de submersion consécutive à la rupture de cet ouvrage.

#### Risque particulier
Dans plusieurs parties du territoire national, le radon, accumulé dans certains logements ou autres locaux, peut constituer une source significative d’exposition de la population aux rayonnements ionisants. Certaines communes du département sont concernées par le risque radon à un niveau plus ou moins élevé. Selon la classification de 2018, la commune de Saint-Marc-à-Loubaud est classée en zone 3, à savoir zone à potentiel radon significatif.

## Toponymie

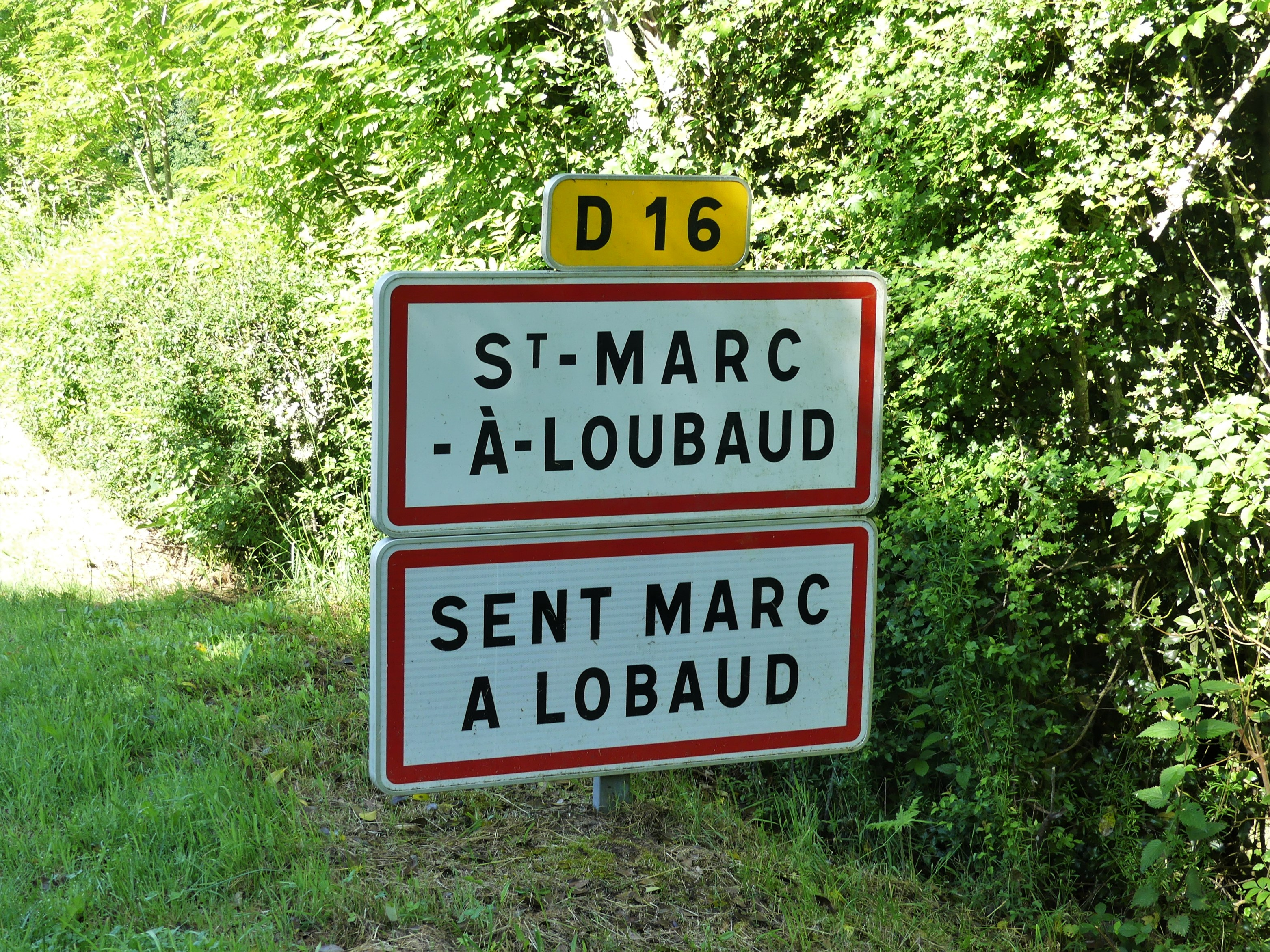
Panneau d'entrée du bourg en français et en occitan.

En occitan, la commune porte le nom de Sent Marc a Lobaud.

## Histoire
Au XVIIe siècle, les registres paroissiaux portent « Saint Marc - Aloubaud » ou « Saint Marcaloubaud » (nom du bourg chef-lieu) mais aussi « Lavaud de Gelée », puis « Lavaud de Gelade » comme orthographe pour le village voisin du lac actuel. On trouve même « La Voute gelée » en 1688.
Au début du XVIIe siècle, vers 1620, Saint-Marc devait avoir environ 500 habitants (d'après un nombre de baptêmes annuels de 22 en moyenne). Un demi-siècle plus tard, cette population pouvait être de 650, soit une augmentation importante due à une natalité élevée, mais très irrégulière (le nombre de baptêmes peut passer de 20 à 35 d'une année à l'autre). Cette période est également marquée par des crises démographiques aiguës, où la population diminue (plus de décès que de naissances).
Le maximum démographique est atteint en 1821 (709 habitants), et le déclin est rapide du fait de l'exode provisoire, puis définitif des « maçons creusois ». Depuis, la population a été divisée par cinq.

## Politique et administration

### Liste des maires

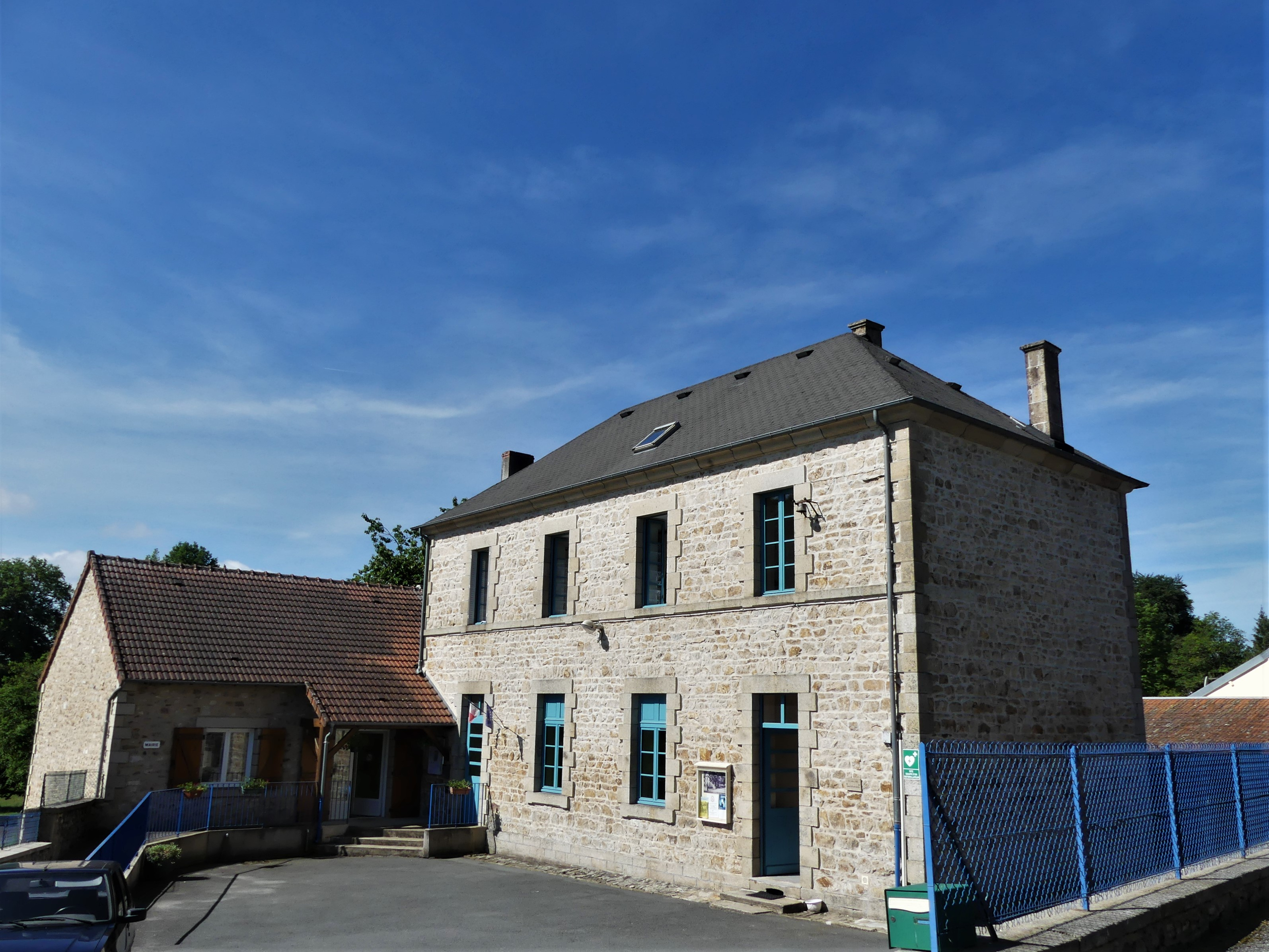
La mairie en 2018.

| Période                                  | Période  | Identité         | Étiquette | Qualité |
| ---------------------------------------- | -------- | ---------------- | --------- | --- |
| Les données manquantes sont à compléter. |          |                  |           | |
|                                          |          |                  |           | |
| mars 1983                                | 1995     | Madeleine Bitran |           | |
| 1995                                     | 2001     |                  |           | |
| mars 2001                                | 2014     | Jacques Farges   |           | |
| mars 2014                                | mai 2020 | Jean-Luc Léger   | PS        | Professeur au lycée Pierre Bourdan (Guéret) Conseiller général du canton de Gentioux-Pigerolles (2005-2015) Conseiller départemental du canton de Felletin (depuis 2015) Président de la communauté de communes Creuse Grand Sud (2016-2020) |
| mai 2020                                 | En cours | Roger Fougeron   |           | |

### Équipements municipaux
La commune dispose d'une salle polyvalente.

## Démographie
L'évolution du nombre d'habitants est connue à travers les recensements de la population effectués dans la commune depuis 1793. Pour les communes de moins de 10 000 habitants, une enquête de recensement portant sur toute la population est réalisée tous les cinq ans, les populations de référence des années intermédiaires étant quant à elles estimées par interpolation ou extrapolation. Pour la commune, le premier recensement exhaustif entrant dans le cadre du nouveau dispositif a été réalisé en 2005.

En 2022, la commune comptait 126 habitants, en évolution de −8,03 % par rapport à 2016 (Creuse : −3,32 %, France hors Mayotte : +2,11 %).
| 1793 | 1800 | 1806 | 1821 | 1831 | 1836 | 1841 | 1846 | 1851 |
| ---- | ---- | ---- | ---- | ---- | ---- | ---- | ---- | ---- |
| 637  | 643  | 689  | 709  | 623  | 640  | 598  | 610  | 570  |

| 1856 | 1861 | 1866 | 1872 | 1876 | 1881 | 1886 | 1891 | 1896 |
| ---- | ---- | ---- | ---- | ---- | ---- | ---- | ---- | ---- |
| 587  | 572  | 551  | 497  | 493  | 478  | 548  | 574  | 602  |

| 1901 | 1906 | 1911 | 1921 | 1926 | 1931 | 1936 | 1946 | 1954 |
| ---- | ---- | ---- | ---- | ---- | ---- | ---- | ---- | ---- |
| 597  | 542  | 524  | 415  | 510  | 500  | 441  | 270  | 228  |

| 1962 | 1968 | 1975 | 1982 | 1990 | 1999 | 2005 | 2006 | 2010 |
| ---- | ---- | ---- | ---- | ---- | ---- | ---- | ---- | ---- |
| 202  | 166  | 134  | 107  | 91   | 122  | 131  | 133  | 137  |

| 2015 | 2020 | 2022 | - | - | - | - | - | - |
| ---- | ---- | ---- | - | - | - | - | - | - |
| 140  | 125  | 126  | - | - | - | - | - | - |

## Culture locale et patrimoine

### Lieux et monuments
- Le lac de Lavaud-Gelade.
- Église Saint-Marc[28] ou Saint-Marc-Sainte-Agathe, construite fin XVe, début XVIe siècle[29].
- Le site des Pierres Fades.

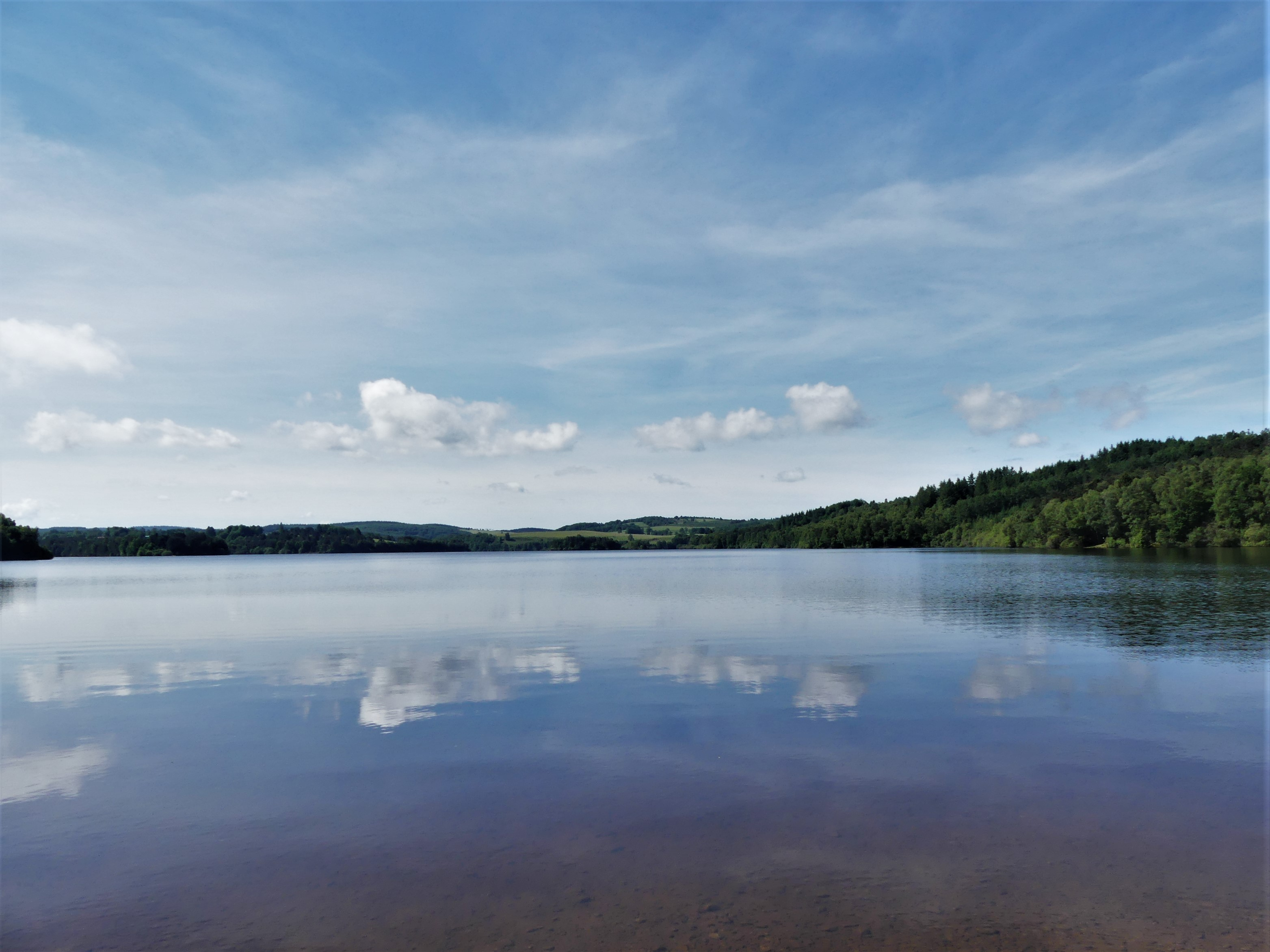
Le lac de Lavaud-Gelade à l'aire de Pelletanges.
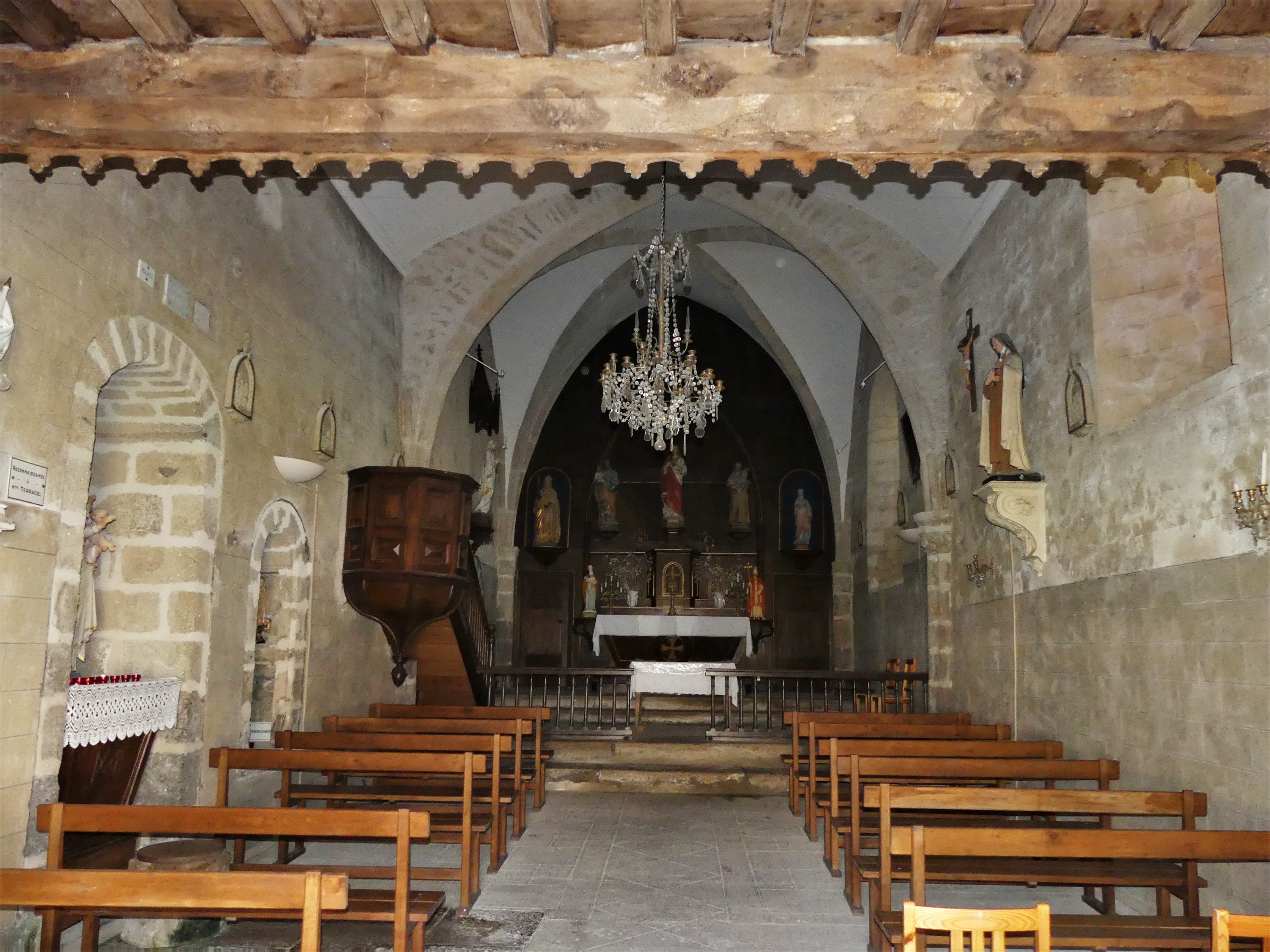
La nef de l'église.
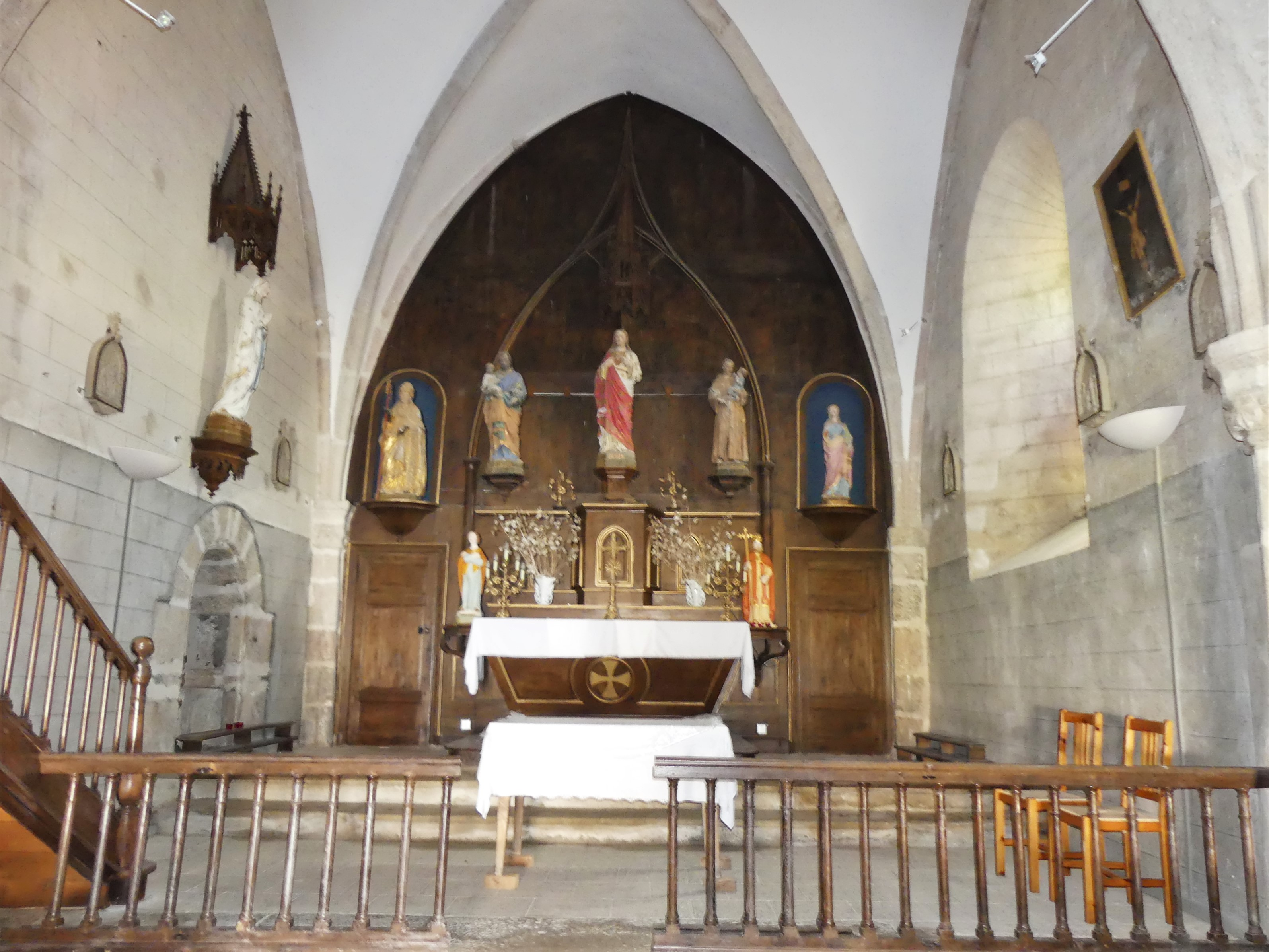
Son chœur.
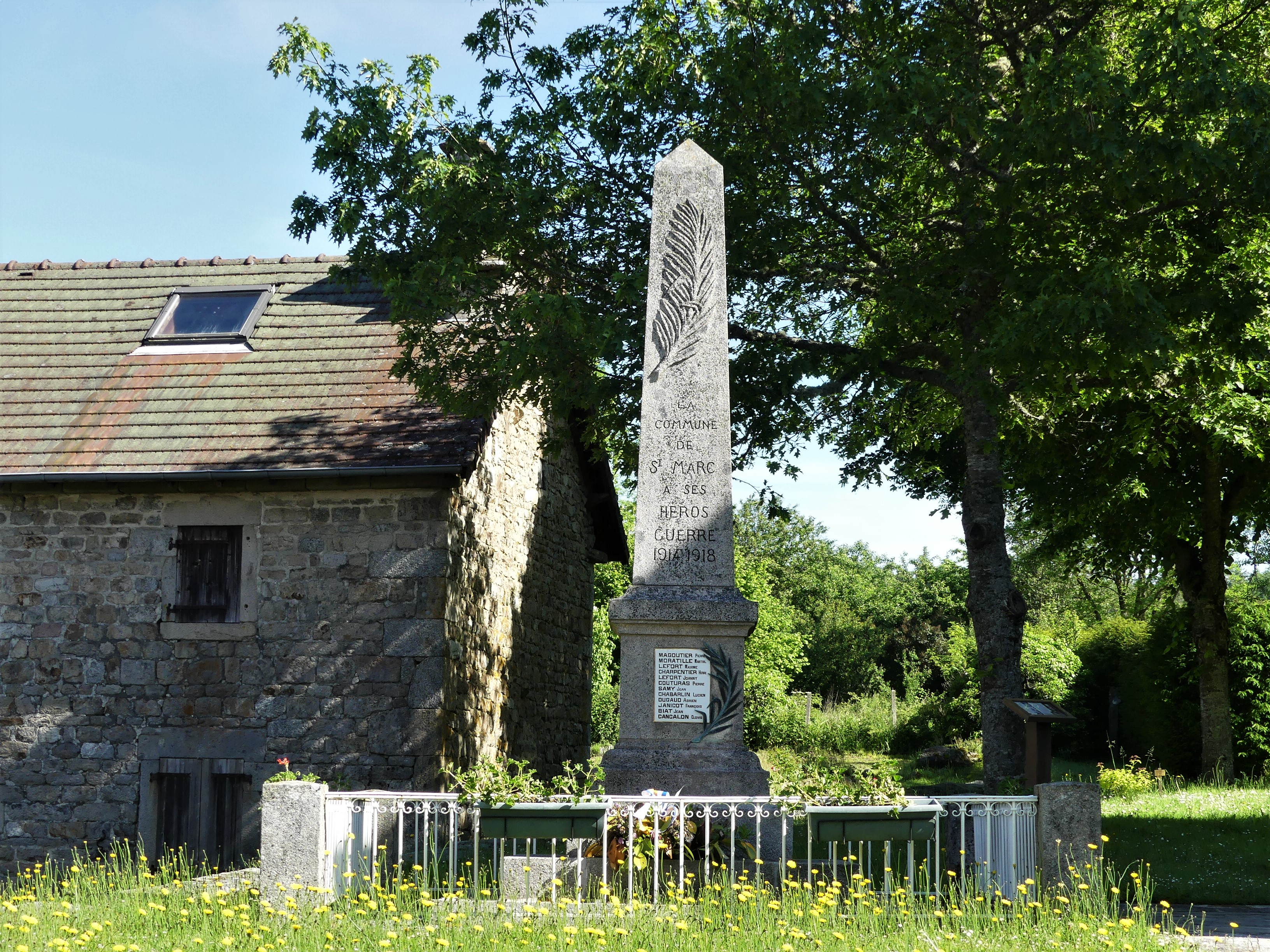
Le monument aux morts.
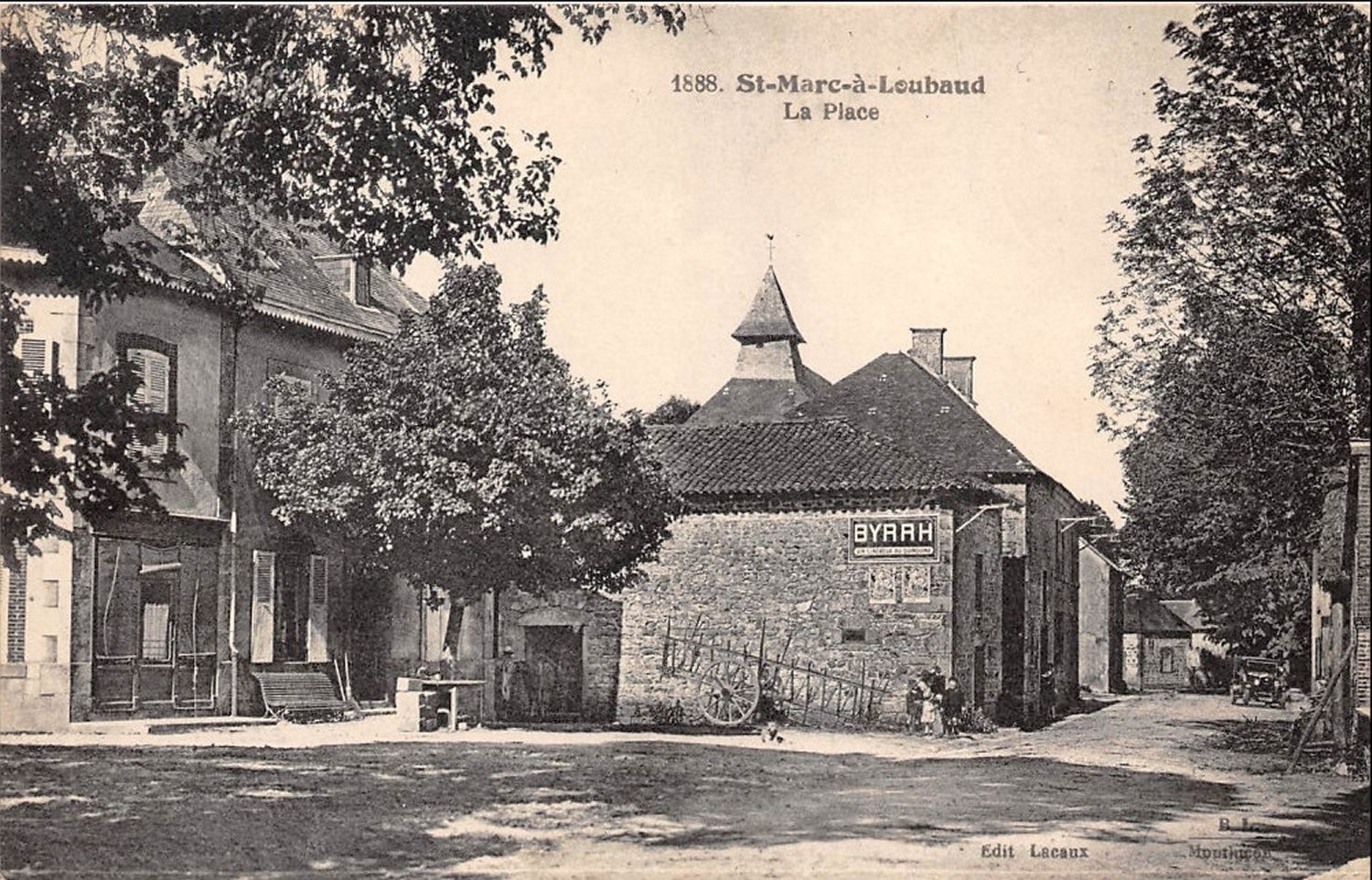
Carte postale de la place du village vers 1920.